# Brattahlíð
Brattahlíð (Dansk: den bratte skråning) var Erik den Rødes gård ved Eriksfjorden i Sydvestgrønland. Gården lå i den nuværende grønlandske bygd Qassiarsuk.
Ifølge Grænlendinga saga og Eiríks saga rauða slog Erik den Røde sig  ned i Sydvestgrønland og etablerede sin gård Brattahlíð i den sydlige af de to grønlandske bygder, Østerbygden, i 985. Brattahlíðs beliggenhed har blandt nordboarkæologer alment været anerkendt som den nuværende bygd Qassiarsuk, siden den islandske filolog Finnur Jónsson i 1898 udgav artiklen "Grønlands gamle Topografi efter Kilderne" i Meddelelser om Grønland. Imidlertid er den præcise beliggenhed af nordbogårdene i Grønland endnu omdiskuteret, idet den norrøne bosættelse ophørte i midten af 1400-tallet, og der således ikke er en norrøn stednavnekontinuitet i landet.
Brattahlíð blev udgravet 1932 af Nationalmuseet, Þjóðhildas kirke blev fundet 1961 og udgravet i de følgende år. 
I år 2000 i anledning af 1000 års festlighederne blev en kopi af Þjóðhildas kirke bygget i Qassiarsuk. Kirken omtales i Eiríks saga rauða som den første kirke i Grønland.